# Hidžr (sura)
Hidžr (arabsko Al-Hijr) je 15. sura (poglavje) v Koranu, ki jo sestavlja 99 ajatov (verzov). Je meška sura.
Med opravljanjem molitve (salata oz. namaza) pri tej suri verniki opravijo 6 ruku'jev (priklonov).